# 12e cérémonie des David di Donatello
La 12e cérémonie des David di Donatello s'est déroulée le 29 juillet 1967. 

## Palmarès
- Meilleur acteur :
  - Vittorio Gassman pour L'Homme à la Ferrari ex æquo avec
  - Ugo Tognazzi pour Beaucoup trop pour un seul homme
- Meilleur acteur étranger :
  - Richard Burton pour La Mégère apprivoisée ex æquo avec
  - Peter O'Toole pour La Nuit des généraux
- Meilleure actrice :
  - Silvana Mangano pour Les Sorcières
- Meilleure actrice étrangère :
  - Elizabeth Taylor pour La Mégère apprivoisée ex æquo avec
  - Julie Christie pour Le Docteur Jivago
- Meilleur réalisateur :
  - Luigi Comencini pour L'Incompris
- Meilleur réalisateur étranger :
  - David Lean pour Le Docteur Jivago
- Meilleur producteur :
  - Mario Cecchi Gori pour L'Homme à la Ferrari ex æquo avec
  - F.A.I. Films Artistici Internazionali pour La Mégère apprivoisée
- Meilleur producteur étranger :
  - Carlo Ponti pour Le Docteur Jivago

- David spéciaux
  - Stefano Colagrande et Simone Giannozzi pour L'Incompris

- Plaque d'or :
  - Ingmar Bergman pour sa carrière
  - Graziella Granata pour La ragazza del bersagliere
  - Robert Dorfmann pour La Grande Vadrouille
  - Ján Kadár et Elmar Klos pour  Le Miroir aux alouettes